# Philip K. Dick's Electric Dreams
Philip K. Dick's Electric Dreams é uma série de televisão britânica de ficção científica baseada nas histórias de Philip K. Dick. A série teve sua estreia no Channel 4 em 17 de Setembro de 2017. É constituida de 10 episódios, cada um com uma história separada e baseada nos trabalhos de Dick, escritos por produtores americanos e britânicos.

## Episódios

### The Hood Maker
- Richard Madden como Agente Ross
- Holliday Grainger como Honor
- Noma Dumezweni como Agente sênior Okhile
- Anneika Rose como Mary
- Richard McCabe como Dr. Thaddeus Cutter
- Paul Ritter como Franklyn
- Tony Way como Carmichael

### Impossible Planet
- Jack Reynor como Brian Norton
- Benedict Wong como Ed Andrews
- Geraldine Chaplin como Irma Louise Gordon
- Georgina Campbell como Barbara
- Malik Ibheis como RB29

### The Commuter
- Timothy Spall como Ed Jacobson
- Rebecca Manley como Mary Jacobson
- Anthony Boyle como Sam Jacobson
- Rudi Dharmalingham como Bob Paine
- Tuppence Middleton como Linda
- Anne Reid como Martine Jenkins
- Ann Akin como Dr. Simpson
- Hayley Squires como a atendente
- Tom Brooke como homem de casaco

### Crazy Diamond
- Julia Davis como Sally
- Steve Buscemi como Ed Morris
- Sidse Babett Knudsen[2] como Jill
- Joanna Scanlan como Su
- Michael Socha como Noah

### Real Life
- Anna Paquin como Sarah[2]
- Terrence Howard como George[2]
- Rachelle Lefevre
- Jacob Vargas como Mario
- Sam Witwer
- Guy Burnet
- Lara Pulver[2]

### Human Is
- Essie Davis como Vera
- Bryan Cranston como Silas
- Liam Cunningham como General Olin
- Ruth Bradley como Yaro

### Kill All Others
- Vera Farmiga
- Mel Rodriguez como Philbert Noyce[2]
- Jason Mitchell como Lenny[2]
- Glenn Morshower como Ed[2]
- Sarah Baker como Maggie Noyce[3]

### Autofac
- Janelle Monáe como Alexis[2]
- Juno Temple como Emily[2]
- Jay Paulson
- David Lyons
- Roberto Mantica

### Safe And Sound
- Annalise Basso
- Maura Tierney

### The Father-thing
- Greg Kinnear como Father[2]
- Mireille Enos como Mother[2]
- Jack Gore como Charlie
- Zakk Paradise como Henry
- Jack Lewis como Dylan Peretti

## Produção
A série foi inicialmente planejada para ser exibida na AMC e no Channel 4, mas a AMC desistiu, deixando a série apenas naquele. Em fevereiro de 2017, foi anunciado que a Amazon Video exibiria a série nos Estados Unidos. A série é produzida pela Sony Pictures Television, sendo Ronald D. Moore, Michael Dinner, e Bryan Cranston os produtores executivos. Cranston também atua em um dos episódios. Dentre os escritores estão Ronald D. Moore, Michael Dinner, Tony Grisoni, Jack Thorne, Matthew Graham, David Farr, Dee Rees, e Travis Beacham. Jack Thorne escreveu a trilha sonora para o episódio The Commuter, baseado na história com o mesmo nome, com Tom Harper dirigindo o episódio.

### Elenco
Em Março de 2017, Timothy Spall foi elencada para o episódio The Commuter, estrelando ainda Anthony Boyle e Tuppence Middleton. No próximo mês, Jack Reynor e Benedict Wong foram elencados para o episódio "Impossible Planet", junto com Geraldine Chaplin e Georgina Campbell. Em Abril, Steve Buscemi foi elencado para Crazy Diamond, e Greg Kinnear e Mireille Enos para o episódio Father Thing.
Em 3 de Maio de 2017, Anna Paquin e Terrence Howard foram selecionados para atuar no episódio Real Life, junto com Rachelle Lefevre, Jacob Vargas, Sam Witwer, Guy Burnet e Lara Pulver. Também em Maio, Richard Madden e Holliday Grainger foram anunciados para o episódio The Hood Maker. Mais tarde, Vera Farmiga e Mel Rodriguez foram anunciados para o episódio Kill All Others, com Jason Mitchell, Glenn Morshower e Sarah Baker. Por fim, em Maio, Janelle Monáe e Juno Temple foram selecionados para o episódio Autofac, junto com Jay Paulson e David Lyons.
Em Julho de 2017, Maura Tierney e Annalise Basso foram anunciados para o episódio "Safe And Sound", com Bryan Cranston anunciado para o episódio Human Is junto com Essie Davis, Liam Cunningham e Ruth Bradley.

### Música
Harry Gregson-Williams foi contratado para compôr o tema principal e a trilha sonora de um episóidio, e Ólafur Arnalds e Cristobal Tapia de Veer para a trilha de outros episódios cada um.

## Recepção
No site Rotten Tomatoes a série teve uma aprovação de 63%, com uma nota média de 6,5 de 10, baseado em 8 críticas.